# Metropolitní katedrála (Ciudad de México)
Metropolitní katedrála Nanebevzetí Nejsvětější Panny Marie (španělsky: Catedral Metropolitana de la Asunción de la Santísima Virgen María a los cielos) je římskokatolická barokní katedrála nacházející na severním okraji hlavního náměstí Plaza de la Constitución v Ciudad de México, hlavním městě Mexika. Jde o největší katedrálu v Americe a největší barokní katedrálu vůbec. Tento svatostánek je sídlem arcidiecéze mexické.
Katedrála stojí na místě, kde se původně nacházela aztécká chrámová pyramida Templo Mayor. Španělští kolonizátoři se rozhodli postavit katedrálu na tomto místě, aby upevnili svou moc nad nově dobytým územím.
V katedrále proběhla 21. července 1822 korunovace císaře Augustína I. Iturbide, který zde byl také pohřben.